# Chua Soo Bin
Chua Soo Bin (Chua Soo-Bin, čínsky: 蔡斯民; * 1932) je singapurský výtvarný fotograf a držitel kulturního medailonu v roce 1989. Chua byl popsán magazínem The Straits Times jako „jeden z nejvyhledávanějších komerčních fotografů“ v Singapuru.

## Životopis
Chua se narodil v roce 1932 v Singapuru jako nejstarší ze šesti dětí. Jeho otec pracoval v továrně a jeho matka byla švadlena. Chua navštěvoval základní školu Chong Zhen a nepokračoval v dalším akademickém vzdělávání. Studoval umění na Nanyang Academy of Fine Arts .

## Kariéra
Chua začal svou kariéru jako fotograf v roce 1950. Jako amatérský fotograf pracující pro agenturu byl Chua citován jako „nejmladší kameraman v Malajsku, kterému byl udělen titul A.R.P.S. [Associate of the Royal Photographic Society of Great Britain]“. Chua se stal profesionálem v roce 1972. Působil jako porotce 7. otevřené fotografické výstavy pořádané Singapore Art Society a také 40. singapurského mezinárodního salonu fotografie. Jeho fotografie byly vystaveny v Británii, Číně a Singapuru. V roce 1990 Chua založil uměleckou galerii Soo Bin, která vystavuje umělecká díla současných čínských umělců; je mu připisováno zavedení čínského současného umění do Singapuru. Fotografie, malby a obrazy agentura prodala za desítky tisíc dolarů. V srpnu 2000 se Soo Bin Art Gallery přestěhovala z adresy Halifax Road do Hill Street. Chua je předsedou Singapurské asociace galerie.

## Osobní život
Kolem roku 1989 prodělal Chua mrtvici, ze které se rychle zotavil. Je ženatý s Choo Hsien (rozená Liew). Mají tři děti – Cher Wei, Cher Tzoen a Cher Him. Je vlastníkem dvou venkovských domů v Chengdu v Číně a pěti skladů v Singapuru. Chua je vášnivým sběratelem, kromě zhruba stovky lahví vína vlastní více než dvacet luxusních hodinek.